# 皆木敏夫
皆木 敏夫（みなき としお、1949年8月12日 - ）は、東京都出身の元プロ野球選手（投手）。右投右打。

## 来歴・人物
日大櫻丘高では、1年からエースで4番。1967年夏の都大会で大成高、関東高を連続完封。1966年春の都大会決勝では桜井憲と投げ合い敗れている。オーバーハンドの本格派で、武器の速球と定評のあるキレの鋭いカーブを駆使し、高校3年間で通算成績は30勝20敗、打率3割2分。
1967年のプロ野球ドラフト会議で中日ドラゴンズから5位指名を受けるも交渉権放棄により、同年ドラフト外で読売ジャイアンツに入団。
一軍出場がないまま、1971年に現役引退。
引退後は、プロゴルファーを目指す。現在は株式会社美和ゴルフの総支配人。

## 詳細情報

### 年度別投手成績
- 一軍公式戦出場なし

### 背番号
- 59 （1968年 - 1971年）